# Kapral Służby Więziennej
Kapral Służby Więziennej (kpr. SW) – stopień w Służbie Więziennej, odpowiednik stopnia kaprala w Siłach Zbrojnych RP.
Wzory dystynkcji kaprala SW zostały określone w rozporządzeniu ministra sprawiedliwości z dnia 7 lutego 2011 w sprawie umundurowania funkcjonariuszy Służby Więziennej.